# Pnau (album)
Pnau è il terzo album in studio del duo australiano di musica dance Pnau. L'album è stato pubblicato il 12 novembre 2007 dall'etichetta discografica indipendente etcetc in Australia e dall'etichetta discografica indipendente Pnau Records and Tapes su LP nel Regno Unito nel 2009. L'album ha raggiunto la posizione 31 nella classifica degli album australiani ed è stato presentato al numero 89 nella Triple J Hottest 100 Albums of All Time.
Ai J Awards del 2007, l'album è stato nominato per l'Australian Album of the Year.
Poco dopo l'uscita dell'album, Elton John affermò che l'album era il miglior disco che avesse ascoltato in dieci anni. Successivamente, Pnau è stato firmato per la direzione di Elton, il che ha portato al loro apprendistato fortemente pubblicizzato sotto l'icona della musica.
Inoltre, Pnau ha riunito Nick Littlemore con Luke Steele per la prima volta in quasi un decennio per le tracce dell'album With You Forever e Freedom. Secondo Littlemore, il brano With You Forever ha ispirato gli artisti a collaborare a un progetto parallelo, che si è concluso un anno dopo nella band pop elettronica Empire of the Sun.
L'album comprende anche Ladyhawke (che al momento dell'uscita di questo album era nota solo in precedenza per la sua collaborazione con Nick Littlemore come parte del duo art rock Teenager), Feadz, Nick Yannikas dei Lost Valentinos e Michael Di Francesco dei Van She.

## Tracce
1. With You Forever – 3:34 (Nick Littlemore, Peter Mayes, Sam Littlemore, Luke Steele)
2. Wild Strawberries – 3:55 (Nick Littlemore, Peter Mayes, Sam Littlemore, Feadz)
3. Shock to My System – 2:44 (Nick Littlemore, Peter Mayes, Sam Littlemore, Nick Yannikas)
4. Baby – 2:45 (Nick Littlemore, Peter Mayes, Sam Littlemore)
5. Come Together – 5:01 (Nick Littlemore, Peter Mayes, Sam Littlemore, Michael Di Francesco)
6. We Have Tomorrow – 4:28 (Nick Littlemore, Peter Mayes, Sam Littlemore)
7. Lover – 4:47 (Nick Littlemore, Peter Mayes, Sam Littlemore)
8. No More Violence – 4:54 (Nick Littlemore, Peter Mayes, Sam Littlemore)
9. Embrace – 5:29 (Nick Littlemore, Peter Mayes, Sam Littlemore, Pip Brown (Ladyhawke))
10. Dancing on the Water – 4:07 (Nick Littlemore, Peter Mayes, Sam Littlemore)
11. Freedom – 4:00 (Nick Littlemore, Peter Mayes, Sam Littlemore, Luke Steele)
12. Die with Us – 2:50 (Nick Littlemore, Peter Mayes, Sam Littlemore, Michael Di Francesco)

### Edizione limitata tour australiano
1. Baby (Breakbot Remix) – 3:56
2. Sambanova" (Sam la More Remix) – 6:30
3. Shock to My System (Noel Burgess No Tempo Mix) – 4:04
4. Five Hundred (Pedals) – 5:10
5. Shadow in the Shadows: The Opening / The Awakening / Scorched Earth / Power Points – 18:04
6. Harmonic Fields – 26:13